# 18 Kołobrzeski Pułk Piechoty
18 Kołobrzeski pułk piechoty – oddział piechoty ludowego Wojska Polskiego.
Sformowany w rejonie Żytomierza na podstawie rozkazu nr 00130 dowódcy 1 Armii Polskiej w ZSRR z 5 lipca 1944 w oparciu o sowiecki etat pułku strzeleckiego nr 04/501.
Wchodził w skład 6 Pomorskiej Dywizji Piechoty z 1 Armii WP.

## Żołnierze pułku
Dowódcy pułku
- mjr Piotr Karpowicz (24 lipca 1944 – 15 lutego 1945, od stycznia 1945 ppłk)[3]
- płk Stanisław Ziarkowski (4 marca 1945 – 16 marca 1946)
- ppłk Jan Grankowski (16 marca 1946 – 22 lutego 1947)
- ppłk Tadeusz Pawełczak (22 marca 1947 – 13 kwietnia 1948)
- mjr Henryk Rzepkowski (13 kwietnia 1948)

Zastępcy dowódcy ds. polityczno-wychowawczych
- chor. Zygmunt Szewczyk (p.o. 13 sierpnia – 16 października 1944)
- por. Franciszek Sentowski (16 października 1944 – 6 kwietnia 1945)
- por. Benedykt Zygiel (6 kwietnia – 2 października 1945)
- kpt. Mieczysław Piotrowski (od października 1945 – do grudnia 1946)
- por. Tadeusz Banaszek (p.o. od grudnia 1946 – 3 kwietnia 1947)
- por. Adam Zagrodzki (3 kwietnia – do września 1947)
- por. Stefan Szydłowski (p.o. od września 1947 – 31 stycznia 1948)
- por. Jan Szymczyk (p.o. 4 lutego – 24 kwietnia 1948)
- mjr Jan Kaczmarski (24 kwietnia 1948)

Zastępcy dowódcy ds. liniowych
- mjr Stanisław Żyliński (7 września 1944 – 13 lutego 1945)
- ppłk Adolf Onoszko (13 lutego – 15 września 1945)

Szefowie sztabu
- mjr Damian Horobij (14 lipca 1944 – 20 października 1945)
- kpt. Emilian Przybojewski (20 października – 19 listopada 1945)
- mjr Tadeusz Pawełczak (19 listopada 1945 – 22 sierpnia 1946)
- mjr Adam Szczybalski (22 sierpnia 1946 – 29 sierpnia 1947)
- kpt. Edward Hawrysz (29 sierpnia 1947)

Oficerowie
- Witold Biegański

Odznaczeni Krzyżem Srebrnym Orderu Virtuti Militari
1. por. Józef Andrejko
2. st. sierż. Kazimierz Grzejek
3. mjr Demian Horobij
4. chor. Jan Kwiatkowski
5. ppor. Stanisław Mazur
6. ppor. Czesław Nalewajko
7. ppor. Konrad Pyrlik
8. płk Stanisław Ziarkowski

## Skład etatowy
dowództwo i sztab
- 3 bataliony piechoty
- kompanie: dwie fizylierów, przeciwpancerna, rusznic ppanc, łączności, sanitarna, transportowa
- baterie: działek 45 mm, dział 76 mm, moździerzy 120 mm
- plutony: zwiadu konnego, zwiadu pieszego, saperów, obrony pchem, żandarmerii

Razem:
żołnierzy 2915 (w tym oficerów - 276, podoficerów 872, szeregowców - 1765).
Sprzęt:
162 rkm, 54 ckm, 66 rusznic ppanc, 12 armat ppanc 45 mm, 4 armaty 76 mm, 18 moździerzy 50 mm, 27 moździerzy 82 mm, 8 moździerzy 120 mm

## Marsze i działania bojowe
Od chwili sformowania do zakończenia wojny pułk walczył w składzie 6 Dywizji Piechoty. Najcięższe walki stoczył forsując Wisłę w Warszawie, na Wale Pomorskim pod Nadarzycami i Wielbokami. W czasie walk na Wale Pomorskim wyzwolił obóz jeniecki w Gross-Born w którym Niemcy więzili około 1200 oficerów. Wśród nich byli: Stefan Mossor, Leon Kruczkowski i Stanisław Ryszard Dobrowolski.  W Kołobrzegu jako pierwszy wszedł do centrum miasta, walczył o stare miasto w rejonie kolegiaty i portu. W operacji berlińskiej forsował Odrę, walczył nad Kanałem Hohenzollernów i nad Łabą.
|  |  |  |  |  |

|  |  |  |  |